# Kaj Hoernle
Kaj Alexander Hoernle (* 1960 in den USA) ist ein US-amerikanischer Geologe, Petrologe, Geochemiker und Hochschullehrer.

## Wissenschaftliche Laufbahn
Kaj Hoernle beendete 1978 die Richmond Academy High School in Augusta, Georgia, USA. 1982 erhielt er seinen ersten Hochschulabschluss (B.A.) im Fach Geologie von der Columbia University, New York City. Seinen Master machte er 1987 in Petrologie an der University of California, Santa Barbara. 1990 erhielt er sein Ph.D. in Geochemie ebenfalls von der University of California. Zwischen 1990 und 1991 arbeitete er dort im Anschluss an seine Promotion als Wissenschaftler. 1991 bis 1993 übte er diese Tätigkeit an der University of California, Santa Cruz aus. Von 1993 bis 1994 war er in der Forschung als wissenschaftlicher Assistent und Dozent am „Marine Sciences Institute and Dept. of Geological Sciences“ der University of California, Santa Cruz beschäftigt. Seit 1994 ist er in Deutschland beschäftigt und arbeitete zunächst bis 2003 als Professor im Bereich der Petrologie und Geochemie am damaligen GEOMAR Forschungszentrum für marine Geowissenschaften in Kiel. Seit 2004 übt er dieselbe Tätigkeit für das IFM-GEOMAR und seit 2012 für das heutige GEOMAR Helmholtz-Zentrum für Ozeanforschung an der Christian-Albrechts-Universität zu Kiel aus. Seit 2006 ist er Mitglied und Principal Investigator im Kieler Exzellenzcluster „Ozean der Zukunft“.

## Ausgewählte Forschungsinteressen
Kaj Hoernle interessiert sich für das Alter, die Geochemie und Herkunft von Intraplatten-Vulkanismus sowie die räumliche und zeitliche Entwicklung von Subduktionszonenmagmatismus. Des Weiteren findet er Interesse an Ophiolithen, Veränderungen der Ozeankruste und der Öffnung und Schließung von maritimen Passagen und Landbrücken.

## Positionen
- 1997–1999 IAVCEI Ocean Island Magmatism Commission
- 1999–2002 Vorsitzender des Komitees für Öffentlichkeitsarbeit, GEOMAR Forschungszentrum
- 2003 Amtierender Vorsitzender der Abteilung für Vulkanologie und Petrologie, GEOMAR Forschungszentrum
- 2004 Amtierender Vorsitzender, Forschungsbereich 4: Dynamic des Ozeanbodens, IFM-GEOMAR Leibniz-Institut für Marine Wissenschaften
- Seit 2001 Mitglied, InterRidge Arbeitsgruppe “Ridge-Hotspot Interaction”.
- Seit 2006 Mitglied der „Hotspot Geodynamics Detailed Planning Group (DPG)“
- 1999–2007 Stellvertretender Direktor, GEOMAR und ab 2004 IFM-GEOMAR Leibniz-Institut für marine Wissenschaften und GEOMAR Forschungszentrum für marine Geowissenschaften
- 2007–2010 Stellvertretender Vorsitzender, Forschungsbereich 4: Dynamic des Ozeanbodens, IFM-GEOMAR Leibniz-Institut für Marine Wissenschaften
- 2010–2011 Vorsitzender, Forschungsbereich 4: Dynamic des Ozeanbodens, IFM-GEOMAR Leibniz-Institut für Marine Wissenschaften
- 2006–2012 Vorsitzender, Sonderforschungsbereich SFB574 “Volatiles and Fluids in Subduction Zones: Climate Feedback and Trigger Mechanisms for Natural Disasters” der Christian-Albrechts-Universität zu Kiel
- seit 2011 Wissenschaftlicher Programmsprecher des GEOMAR Helmholtz-Zentrum für Ozeanforschung Kiel[1]

## Auszeichnungen
- 1978  Abschiedsredner, Richmond Academy High School, Augusta, Georgia, U.S.A.
- 1978–1982 Dean’s List, Columbia University, jedes Semester; Phi Beta Kappa
- 1982  B.A. Abschluss Summa Cum Laude, Columbia University
- 1983–1984  Deutscher Akademischer Austauschdienst (DAAD) Stipendium für die Ruhr-Universität, Bochum, Deutschland
- 2000 William Evans Stipendium; Otago University, Dunedin, New Zealand[1]
- 2018 Gustav-Steinmann-Medaille
- 2024 Abraham-Gottlob-Werner-Medaille[2]

## Publikationen
- mit J. K. Rohde, F. Hauff, D. Garbe-Schönberg, S. Homrighausen, R. Werner und J. P. Morgan: How and when plume zonation appeared during the 132 Myr evolution of the Tristan Hotspot. In: Nat. Commun. 6, 2015, S. 7799, doi:10.1038/ncomms8799.
- mit J. M. O’Connor, R. D. Müller, J. P. Phipps-Morgan, N. P. Butterworth, F. Hauff, D. T. Sandwell, W. Jokat, J. R. Wijbrans und P. Stoffers: Deformation-related volcanism in the Pacific Ocean linked to the Hawaiian–Emperor bend. In: Nature Geoscience. 8, 2015, S. 393–397. doi:10.1038/NGEO2416.
- mit E. Gazel, J. L. Hayes, P. Kelemen, E. Everson, W. S. Holbrook, F. Hauff, P. van den Bogaard, E. A. Vance, S. Chu, A. Calvert, M. Carr und G. M. Yogodziski: Continental crust generated in oceanic arcs. In: Nature Geoscience. 8, 2015, S. 321–327. doi:10.1038/NGEO2392.
- mit M. Portnyagin, S. Storm, N. Mironov, C. van Bogaard und R. Botcharnikov: H2O-rich melt inclusions in fayalitic olivine from Hekla volcano: Implications for phase relationships in silicic systems and driving forces of explosive volcanism on Iceland. In: Earth and Planetary Science Letters. 357–358(0), 2012, S. 337–346, doi:10.1016/j.epsl.2012.09.047.
- mit F. Hauff, R. Werner, P. van den Bogaard, A. D. Gibbons, S. Conrad und R. D. Muller: Origin of Indian Ocean seamount province by shallow recycling of continental lithosphere. In: Nature Geoscience. 4(12), 2011, S. 883–887.
- mit F. Hauff, T. F. Kokfelt, K. Haase, D. Garbe-Schönberg und R. Werner: On- and off-axis chemical heterogeneities along the South Atlantic Mid-Ocean-Ridge (5-11°S): Shallow or deep recycling of ocean crust and/or intraplate volcanism? In: Earth and Planetary Science Letters. 306, 2011, S. 86–97.
- mit F. Hauff, P. van den Bogaard, R. Werner, N. Mortimer, J. Geldmacher, D. Garbe-Schönberg und B. Davy: Age and Geochemistry of Volcanic Rocks from the Hikurangi and Manihiki Oceanic Plateaus. In: Geochimica et Cosmochimica Acta. 74, 2010, S. 7196–7219. doi:10.1016/j.gca.2010.09.030.
- mit D. L. Abt, K. M. Fischer, H. Nichols, F. Hauff, G. Abers, P. van den Bogaard, K. Heydolph, G. Alvarado, J. M. Protti und W. Strauch: Arc-Parallel Flow in the Mantle Wedge Beneath Costa Rica and Nicaragua. In: Nature. 451, 2008, S. 1094–1097. doi:10.1038/nature06550.
- mit J. D. L. White, P. van den Bogaard, F. Hauff, D. S. Coombs, R. Werner, C. Timm, D. Garbe-Schönberg, A. Reay und A. F. Cooper: Cenozoic Intraplate Volcanism on New Zealand: Upwelling Induced by Lithospheric Removal. In: Earth and Planetary Science Letters. v. 248, 2006, S. 335–352.
- S. Duggen, P. van den Bogaard, L. Rüpke, J. Phipps-Morgan: Deep Roots of the Messinian Salinity Crisis. In: Nature. 422, 2003, S. 602–606.
- mit F. Hauff und P. van den Bogaard: A 70 Myr history (139-69 Ma) for the Caribbean large igneous province. In: Geology. v. 32, 2004, S. 697–700.
- mit G. Tilton, M. Le Bas, S. Duggen und D. Garbe-Schönberg: Geochemistry of oceanic carbonatites compared with continental carbonatites: mantle recycling of oceanic crustal carbonate. Contrib. Mineral. In: Petrol. 142, 2002, S. 520–542.
- mit P. van den Bogaard, R. Werner, B. Lissinna, F. Hauff, G. Alvarado und D. Garbe-Schönberg: The Missing History (16-71 Ma) of the Galápagos Hotspot: Implications for the Tectonic and Biological Evolution of the Americas. In: Geology. 30, 2002, S. 795–798.